# Dream Port
『Dream Port』（ドリーム ポート）は、Revo＆梶浦由記によるコラボレート・マキシシングルである。2008年6月18日にキングレコードより発売された。

## 概要
Sound Horizonの主宰・Revoと、作曲家・梶浦由記が「Revo＆梶浦由記」名義で製作した曲を収録。梶浦にとって共同で曲を作ることは初めてとなる。
また、Sound Horizon、Kalafina、FictionJunctionなど、両者に関係するグループからもボーカルメンバーとして何名か参加している。
初回盤は特製BOX仕様、別冊40ページ写真集が付属するほか、抽選で2008年7月18日にESPミュージカルアカデミーで行われるスペシャル・イベントへ招待される応募券が付属。特定の販売店では店舗チェーンごとに異なる先着購入特典として、ステッカー9種と、ジャケットブロマイド1種、PC壁紙1種の合計11種類が用意されていた。

## 収録曲
全曲、作詞・作曲：Revo＆梶浦由記

### CD
1. 砂塵の彼方へ…
編曲：Revo
Revo＆梶浦由記Presents「Dream Port 2008」メインテーマ
2. sand dream
編曲：梶浦由記
メインテーマ曲の別アレンジバージョン

### DVD
1. 砂塵の彼方へ…
2008年4月29日に行われたライブ「Revo＆梶浦由記 Presents Dream Port 2008」神戸ワールド記念ホール公演からのライブ映像を収録。

## 参加アーティスト
※1は「砂塵の彼方へ…」、※2は「sand dream」を担当。
ボーカル・ナレーション
- Revo - リードボーカル（※1）
- 梶浦由記 - コーラスワーク（※1）、リードボーカル（※1）、コーラス、キーボード（※2）、コンピュータ・プログラミング（※2）
- KAORI - リードボーカル、コーラス（※1）
- YUUKI - リードボーカル（※1）
- REMI - リードボーカル（※1）
- WAKANA - リードボーカル、コーラス（※1）
- KEIKO - リードボーカル、コーラス（※1）
- 貝田由里子 - コーラス
- Ike Nelson - ナレーション（※1）

ミュージシャン
- 斉藤"Jake"慎吾 - ナイロンギター（※1）、アコースティック・ギター（※1）
- 古川昌義 - アコースティック・ギター（※2）
- 是永巧一 - エレクトリックギター
- 長谷川淳 - ベース（※1）
- 河合英史 - アコースティック・ピアノ（※1）、キーボード（※1）
- 高桑英世 - フルート（※2）
- Ken☆Ken - ドラムス（※1）、パーカッション（※1）
- 梯郁夫 - パーカッション（※2）
- 石亀協子 - ソロヴァイオリン（※1）
- 今野均 - ソロヴァイオリン（※1）、ファーストヴァイオリン（※2）

- 弦一徹Strings（※1）
  - 弦一徹 - ファーストヴァイオリン
  - 門脇大輔 - ファーストヴァイオリン
  - 田尻順 - ファーストヴァイオリン
  - 黒木薫 - ファーストヴァイオリン
  - 遠藤雄一 - ファーストヴァイオリン
  - 吉田翔平 - ファーストヴァイオリン
  - 森琢哉 - セカンドヴァイオリン
  - 梶谷裕子 - セカンドヴァイオリン
  - 永田真希 - セカンドヴァイオリン
  - 伊藤彩 - セカンドヴァイオリン
  - 金子芳子 - ヴィオラ
  - 真部裕 - ヴィオラ
  - 田中雅弘 - チェロ
  - 森田香織 - チェロ

- 今野均Strings（※2）
  - 桐山なぎさ - ファーストヴァイオリン
  - 大先生室屋 - セカンドヴァイオリン
  - 徳永友美 - セカンドヴァイオリン
  - 坂口弦太郎 - ヴィオラ
  - 安保恵麻 - ヴィオラ
  - 笠原あやの - チェロ
  - 江口心一 - チェロ

- 阿部薫 - フォトグラフィ